# 佔中日記
佔中日記是由一位稱是化名為「阿娟」的香港專上學生聯會成員所寫，曾經是佔領中環以及是雨傘運動的參加者之一，後來決定退出。此日記於10月至11月於網絡上流傳，參與佔領行動期間共六篇，而撤離後的《佔中後記》共七章，全篇均為粵語所寫。描述佔領行動之問題，例如對是否撤退出現矛盾以及組織之間之內訌。香港專上學生聯會、學民思潮以及佔中主辦人未曾回應相關內容。作者稱除了本人的名字外，其實均為真實。但有報導指出內容屬真實。

## 佔中日記
佔中日記共六章所寫的時間約佔領後至10月中示威者嘗試佔領龍旺道後決定離關。

## 佔中後記
佔中後記共七章，最後一章於12月完成。

## 已證實內容
有大學教授資助主要參與者於灣仔雅逸酒店居住。